# Boyne River, Queensland
Boyne River är ett vattendrag i Australien. Det ligger i delstaten Queensland, omkring 430 kilometer nordväst om delstatshuvudstaden Brisbane.
Savannklimat råder i trakten. Genomsnittlig årsnederbörd är 1 139 millimeter. Den regnigaste månaden är januari, med i genomsnitt 290 mm nederbörd, och den torraste är september, med 22 mm nederbörd.